# 国务院对外经济联络总局
国务院对外经济联络总局（1961年3月1日-1964年6月9日，简称“外经总局”）是中华人民共和国国务院的一个直属局。主管对外技术贸易与对外援助。归口于外事口与财贸口。

## 历史
1959年5月8日周恩来召集有关部门负责人讨论当年外贸计划问题，会上大家认为由于中国经济建设的发展和国际影响的扩大，中国对外经济援助的工作任务日益繁重。为了加强这一工作的管理，有必要设立国务院直属的对外经济联络总局。周恩来指定方毅和章汉夫（副外长）、李强（外贸部副部长）、张彦（国务院外办副主任）研究起草成立该机构的方案。1959年11月国务院外办正式向中央上报《关于恢复对外经济联络总局的请示报告》，请中央批准，国务院提请第二届全国人大常委会第12次会议审议通过了该议案。于1961年3月1日成立对外经济联络总局，作为国务院的直属机构。
1964年6月9日,第二届全国人民代表大会常务委员会第一百一十九次会议决定撤销国务院对外经济联络总局，设立中华人民共和国对外经济联络委员会。

## 职责
负责全国对外经济技术援助工作的归口管理，将原由国家计划委员会和中华人民共和国对外贸易部负责管理的成套项目援助和由财政部管理的现汇援助改由对外经济联络总局负责管理。实行总交货人部制度。“抓援外，促国内”。援外专家队伍的建设。协调、管理援外设备物资的生产供应工作。

## 机构设置
国务院决定由国家计委党组领导外经总局的日常业务、行政工作。
外经总局下设正厅局级的办公室、成套设备局和经济合作局。
原由外贸部和一机部双重领导的中国成套设备出口公司改由外经总局与一机部双重领导，统一对外签订和履行项目设计、施工等合同、协议。

## 历任负责人
- 局长：方毅（兼国家计委副主任、国务院外事办公室副主任、国务院成套设备进口五人小组组长）（1961年从中国驻越南经济代表处代表任上调回）
- 副局长：
  - 李强（外贸部副部长兼）
  - 刘明夫（国家计委副主任兼）
  - 周建南（一机部副部长兼）
  - 刘鼎（三机部副部长兼）
  - 李哲人（物资管理总局副局长兼）
  - 杨琳兼党组副书记
  - 常彦卿
  - 石英
  - 杜干全
  - 李应吉